# Зелёный Яр (Доманёвский район)
Зелёный Яр (укр. Зелений Яр) — село в Доманёвском районе Николаевской области Украины.
Население по переписи 2001 года составляло 904 человек. Почтовый индекс — 56437. Телефонный код — 5152. Занимает площадь 1,628 км².

## История
В 1945 г. Указом ПВС УССР село Карловка переименовано в Зелёный Яр.

## Местный совет
56437, Николаевская обл., Доманёвский р-н, с. Зелёный Яр, ул. Ленина, 45